# Phare de Crown Point (Tobago)
Pour les articles homonymes, voir Phare de Crown Point.
Le phare de Crown Point (en anglais : Crow Point Lighthouse) est un phare actif situé à Crown Point, Tobago (en) près de Scarborough, dans le département du Sud à Trinité-et-Tobago, en mer des Caraïbes.

## Histoire
Le phare est situé à la pointe sud-est de l'île de Tobago, proche de la piste d'atterrissage de l'aéroport international. Il fonctionne à l'énergie solaire.

## Description
Ce phare  est une tour quadrangulaire métallique à claire-voie, avec une galerie et une petite lanterne de 26 m de haut. La tour est peinte en blanc et porte un marquage de jour rouge. Il émet, à une hauteur focale de 35 m, quatre flashs blancs par période de 20 secondes. Sa portée est de 16 milles nautiques (environ 30 km).
Identifiant : ARLHS : TRI-007 - Amirauté : J5841.5 - NGA : 110-15200.

### Lien connexe
- Liste des phares de Trinité-et-Tobago